# NGC 2825
NGC 2825 ist eine Spiralgalaxie vom Hubble-Typ Sa im Sternbild Luchs am Nordsternhimmel. Sie ist schätzungsweise 354 Millionen Lichtjahre von der Milchstraße entfernt und hat einen Durchmesser von etwa 100.000 Lj.
Im selben Himmelsareal befinden sich u. a. die Galaxien NGC 2826, NGC 2830, NGC 2832, NGC 2839.
Das Objekt wurde am 3. April 1831 von John Herschel entdeckt.